# Rage Before Beauty
Albums de The Pretty Things
Resurrection
(1999) Balboa Island
(2007)
Rage Before Beauty est un album des Pretty Things sorti en 1999. Le groupe commença à travailler dessus en 1980, sous l'égide de son producteur Mark St. John, mais la conception de l'album fut longue et tortueuse, marquée par les fréquents changements de personnel dans les années 1980, le comportement difficile de Phil May et Dick Taylor, les querelles juridiques avec EMI concernant les droits sur les chansons du groupe au début des années 1990, et la recherche d'un label acceptant de distribuer l'album.

## Titres
1. Passion of Love (May, St. John) – 3:22
2. Vivian Prince (Holland, May, Povey) – 5:15
3. Everlasting Flame (Holland, May, St. John) – 3:46
4. Love Keeps Hanging On (May) – 8:55
5. Eve of Destruction (Sloan) – 3:02
6. Not Givin' In (May) – 4:01
7. Pure Cold Stone (May, Taylor) – 5:46
8. Blue Turns to Red (Holland, May) – 4:00
9. Goodbye, Goodbye (May, Povey) – 2:45
10. Goin' Downhill (May, Tolson) – 4:11
11. Play with Fire (Jagger, Richards) – 4:07
12. Fly Away (May) – 4:30
13. Mony Mony (Bloom, Cordell, Gentry, James) – 3:22
14. God Give Me the Strength (To Carry On) (May, St. John) – 6:03

## Musiciens
- Skip Alan : batterie, percussions
- Frank Holland : guitare acoustique, guitare électrique, chant
- Phil May : chant, guitare acoustique, harmonica
- John Povey : claviers, chant
- Dick Taylor : guitare lead, guitare acoustique
- Wally « Waller » Allen : guitare acoustique, basse, chant